# Ernesto Petti
Ernesto Petti (Salerno, 1º settembre 1986) è un baritono italiano.

## Biografia
Inizia lo studio del canto all’età di 18 anni a Napoli e nel 2010 si diploma presso l’Accademia di Alto Perfezionamento di Torre del Lago Puccini, è stato anche membro del Centre de Perfeccionament Plácido Domingo al Palau de les Arts di Valencia. Debutta giovanissimo come Eagro in Orfeo ed Euridice di Gluck al Festival della Valle d’Itria di Martina Franca e nello stesso anno nella rarissima Cendrillon di Viardot.
Nel 2014 ha debuttato come Giorgio Germont in La Traviata all’Anfiteatro romano di Lecce. 
Tra il 2015 e 2016 è stato impegnato nei teatri di Piacenza, Ravenna e Modena in un nuovo allestimento de L'amico Fritz (David il rabbino) con la direzione di Donato Renzetti e la regia di Leo Nucci, ha debuttato al Teatro Lirico di Cagliari in La Traviata, cantato Renato in Un ballo in maschera al Teatro Comunale di Sassari e a Piacenza. Ha poi cantato nel Simon Boccanegra al Teatro Municipale di Piacenza, Il Trovatore e La Bohème (regia di Hugo De Ana) al Petruzzelli di Bari, Andrea Chénier al Teatro Alighieri, Cavalleria Rusticana al Teatro di Verdura, Lucia di Lammermoor al Teatro Massimo di Palermo, La Bohème al Circo Massimo con la direzione di Jordi Bernàcer e la regia di Davide Livermore, Il Piccolo Marat diretto da Pietro Rizzo alla Concertgebouw di Amsterdam ed Ernani diretto da Alvise Casellati al Teatro Municipale di Piacenza.
Dal 2022 ha cantato nel Nabucco firmato dal regista di Marcos Darbyshire allo Staatstheater Mainz, Ernani al Teatro Comunale di Ferrara e a Teatro La Fenice di Venezia, Lucia di Lammermoor alla Deutsche Oper Berlin, Il Trovatore al Teatre Principal de Maó e al Municipale di Piacenza, Pagliacci al Teatro Lirico di Cagliari, La Traviata, Don Carlo (opera inaugurale della stagione) e Samson et Dalila al Teatro San Carlo. Nel giugno 2023 canta per la prima volta alla Sydney Opera House debuttando anche come Rigoletto, sotto la direzione di Renato Palumbo.
Nel novembre 2023 è Rodrigo in Don Carlo al Teatro Municipale di Piacenza. Nella stagione 2023/2024 è atteso al Gran Teatre del Liceu di Barcellona come Renato in Un ballo in maschera e in tre opere al Teatro di San Carlo: Barnaba in La Gioconda, Paolo Albiani in Simon Boccanegra in forma di concerto, Escamillo in Carmen.
Nel 2024 recita il ruolo di Macbeth al Festival Verdi di Parma nell'omonima opera in versione francese.
Nel 2020 ha registrato Iris di Mascagni con la Berliner Operngruppe (Oehms Classics).

## Vita privata
Discende da una famiglia di giuristi e avvocati. Il bisnonno Raffaele Petti è stato Senatore nella seconda legislatura.
Ha giocato nella Serie A 2 del campionato italiano maschile di pallanuoto.
Nell’estate 2023 sposa il contralto francese Lorrie Garcia.

## Discografia
| Anno | Titolo Ruolo | Cast                                                                                                  | Direttore     | Etichetta      |
| 2020 | Iris Kyoto   | Karine Babajanyan, Samuele Simoncini, Ernesto Petti, David Oštrek, Nina Clausen, Andrès Moreno García | Felix Krieger | Oehms Classics |